# Chefsminister
Chefsminister (engelska: Chief Minister) är titeln på regeringschefer i de primära administrativa enheterna (delstater, provinser) i ett antal länder med kolonialt arv från Storbritannien samt i en del självstyrande brittiska territorier. Titeln används ej för dessa länders nationella regeringschefer där istället premiärminister är i bruk.

## Historik
1955 fick den brittiska kronkolonin Singapore sin första demokratiskt valda regeringschef, David Saul Marshall, som hade titeln chefsminister. Chefsminister var även titeln på regeringscheferna i de nominellt autonoma bantustanerna i Sydafrika under apartheid. Regeringscheferna på Turks- och Caicosöarna och Brittiska Jungfruöarna hade också titeln fram till 2006 respektive 2007.

### Användning idag
Titeln används idag för regeringschefer i Indiens delstater, Pakistans provinser, Sri Lankas provinser, Malaysias delstater samt två av Australiens territorier. Dessutom ges titeln till regeringscheferna i de brittiska kronbesittningarna Isle of Man, Guernsey och Jersey samt vissa av Storbritanniens utomeuropeiska territorier som har erhållit självstyre.